# Консул
Консул (лат. consul) —  титул одного з двох головних суддів Римської республіки, а згодом також важливий титул у Римській імперії. Титул використовувався в інших європейських містах-державах протягом античності та середньовіччя, зокрема в республіках Генуї та Пізи, потім відродився в сучасних державах, зокрема в Першій французькій республіці. 
В сучасній термінології консул є дипломатичною посадою.

## Стародавній Рим
У Стародавньому Римі консул — вищий виборчий магістрат за часів Республіки. Ця посада була колегіальною, тобто консулів було відразу двоє, вони обиралися щорічно та правили разом.
Однак, після встановлення Імперії консули стали лише символічними представниками республіканської спадщини, втративши більшу частину своєї влади та повноважень, в той час як імператор став верховним правителем.

## Античні часи
У багатьох містах давньоримської держави (як, наприклад, в Галлії) була встановлена двоосібна магістратура, і хоча у більшості випадків до міського керівництва вживалися такі титули, як «дуумвір» чи «меддікс», подекуди міських голів називали консулами.
Також для цивільних організацій, що діяли згідно з римським цивільним законодавством, не було незвичайним наслідування термінології державних установ для своїх власних структур. Так, наприклад, статут чи угода таких організації називався «законом» — lex.

## Період феодалізму
В італійських містах-республіках, голови магістратур мали титул консулів, так, наприклад, консули керували урядом у Болоньї, Новарі, Трані, Тревізо. Подібна ситуація склалася і в деяких французьких містах, особливо, на середземноморському узбережжі — в Авіньйоні, Ліможі.
На відміну від Стародавнього Риму, у місті-державі Генуї титулом консула нагороджувалося широке коло посадовців, чиї посади необов'язково були найвищими. Серед них були генуезькі офіційні представники у багатьох портах Середземного моря, чиїм обов'язком було сприяння генуезьким купцям та морякам у труднощах, що виникали у відносинах з місцевою владою. Саме від цієї посади походить сучасне поняття консульства.
В Англії секретарі Роберта, першого графа Глостерського, замість comes (з лат. «граф») зазвичай використовували consul — хоча той ні в якому роді не був (і не намагався вдавати з себе) виборним посадовцем-магістратом. З цієї причини сучасні історики іноді називають його «Роберт Консул», хоча ані він, ані його сучасники не використовували це прізвисько.
На українських землях, що знаходились у складі Речі Посполитої, термін консул, на думку Дениса Зубрицького, був тотожним терміну райця.

## Новий час

### Консули Французької республіки
У 1799 р., в революційній Франції набула чинності Конституція, за якою вища виконавча влада знаходилася в руках трьох посадовців, які мали титул консулів. Насправді, держава знаходилася під одноосібним керівництвом Першого Консула, генерала Наполеона Бонапарта, тому в політичному значенні це було скоріш відтворення тріумвіратів Юлія Цезаря та Октавіана Августа.
Спочатку термін повноважень консулів становив десять років, але 1802 року Бонапарт проголосив довічною посаду Першого Консула (також довічний термін повноважень був встановлений для Другого і Третього Консулів). У 1804 р., коли Бонапарт проголосив себе імператором Франції, французький консулат припинив своє існування.

### Консули Італії
Римська республіка, яка була створена Наполеоном та існувала з 15 лютого 1798 р. по 23 червня 1800 р., очолювалася численними консулами:
- 15 лютого — 20 березня 1798 р.: (Тимчасові консули) Бріганті, Карло Луїджі Костантіні, Піо Камілло, герцог Бонеллі-Креченці, Джоаккіно Пессуті, Антоніо Бассі та Маггі, Стампа і Ліборіо Ангелуччі
- 20 березня — вересень 1798 р.: Ліборіо Ангелуччі, Джакомо де Матіс, Панацці, Реппі та Енніо Квіріно Вісконті

вересень — 27 листопада 1798: Брігі, Калісті, Франческо П'єреллі, Джузеппе Рей, Федеріко Марія Доменіко Мікеле Заккалеоні
- 27 листопада — 12 грудня 1798 р.: окупація Неаполем
- 29 листопада — 12 грудня 1798 р.: Тимчасовий уряд П'яти (князь Джамбатіста Боргезе, Паоло-Марія Альдобрандіні та князь Гібрієллі, Маркезе Камілло Массімо та Джованні Річчі)
- 12 грудня 1798 — 24 липня 1799 рр.: попередні консули відновлені на посадах
- 11 липня — 28 вересня 1799 р.: окупація Францією
- 30 вересня 1799 р. — 23 червня 1800 р.: окупація Неаполем

Так само, Болонська республіка, ще одна сестринська республіка наполеонівської Франції, керувалася урядом, що складався з дев'яти консулів, а головою держави був Presidente del Magistrato — Верховний магістрат, на посаду якого раз на чотири місяці обирався один з консулів.

### Парагвай
У проміжку між низкою хунт та інших нетривалих режимів, молодою республікою керували «республіканські консули» (2 консули змінювали один одного кожні чотири місяці):
- 12 жовтня 1813 р. — 12 лютого 1814 р.: Хосе Гаспар Родрігез де Франсья і Веласко (вперше)
- 12 лютого 1814 р. — 12 червня 1814 р.: Фульгенсіо Йєгрос і Франко де Торрес
- 12 червня 1814 р. — 3 жовтня 1814 р.: Хосе Гаспар Родрігез де Франсья і Веласко (вдруге), з 3 жовтня 1814 р. по 20 вересня 1840 р. він продовжував перебувати на посаді як «верховний диктатор» (з 6 червня 1816 р. називав себе «довічним верховним диктатором»)

Після правління ряду президентів Тимчасової Хунти, в республіці знову було впроваджено посаду консула. З 14 березня 1841 р. по 13 березня 1844 р. країною спільно керували Карлос Антоніо Лопез Інсфран та Маріано Роке Алонзо Ромеро. Після них всі голови республіки називалися президентами.

### Революційна Греція
Серед низки дрібних місцевих республік, що сформувалися протягом першого року Грецької революції та до створення об'єднаного Тимчасового уряду на Першій Національній Асамблеї в Епідаврі, були:
- Консулат Аргосу (з 26 травня 1821 р. підпорядковувався Сенату Пелопоннесу) з 28 березня 1821 р. по 26 травня 1821 р. мав єдиного голову держави — консула Стамателлоса Антонопулоса;
- Консулат Східної Греції (Лівадія) (3 15 листопада 1821 р. під контролем Ареопага Східної Греції) очолювався з 1 квітня 1821 р. по 15 листопада 1821 р. трьома консулами: Лабросом Накосом, Іоаннісом Логотетісом та Іоаннісом Філоном.

Треба зазначити, що в грецькій мові аналогом терміну «консул» був ypatos, що означає «верховний», а отже не припускає обов'язкового об'єднаного правління.